# Aagot Dudok van Heel

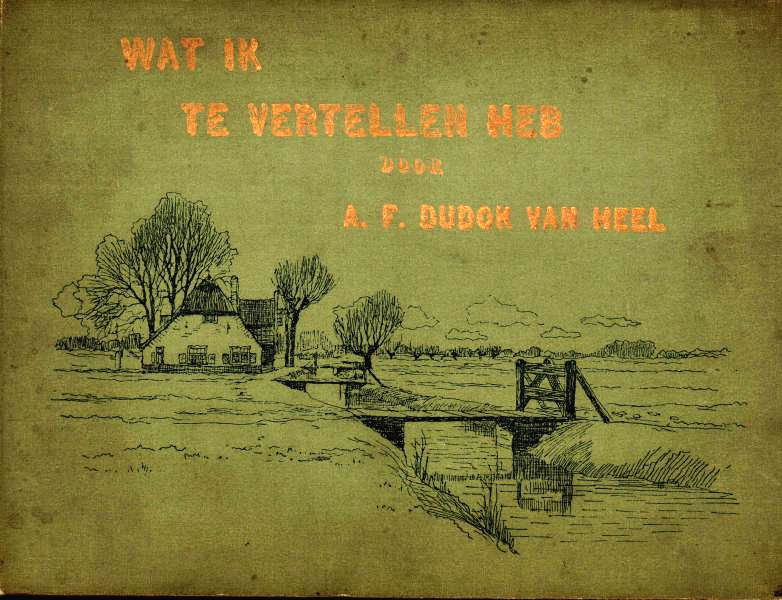
Omslag Wat ik te vertellen heb! : Uit het Gooi (1902)

Aagot Frithjofna Dudok van Heel (Amsterdam, 29 september 1861 – Hilversum, 2 juli 1926) was een Nederlands auteur.

## Biografie
Aagot Dudok van Heel werd geboren aan de Herengracht in Amsterdam, als telg uit de familie Van Heel en als oudste dochter van industrieel Joannes Petrus Dudok van Heel (1831-1900) en de Noorse Aagot Frithjofna Egidius (1833-1886). Haar vader was directeur van de Koninklijke Fabriek van Stoom- en andere werktuigen Paul van Vlissingen & Dudok van Heel in Amsterdam. Na een brand in de fabriek in 1867 vestigde het gezin zich in 1870 in Naarden, zij woonden er op het landgoed Drafna en vanaf 1875 op de buitenplaats Flevorama. Haar vader was een patiënt van en raakte bevriend met psychiater en schrijver Frederik van Eeden. Aagot wordt een aantal malen in diens dagboek genoemd. Ze schreef twee kinderboekjes: Op witte vleuglen (1892) en Wat ik te vertellen heb! (1902), daarnaast publiceerde ze onder andere in het blad De Levende Natuur. In 1918 werden twee van haar verhalen opgenomen in Van eigen bodem, een bundel van Nederlandse schrijvers, uitgegeven door Gebr. Graauw in Amsterdam.
Van 1904 tot aan haar overlijden was Dudok van Heel directeur van het Magdalena- en Kinderhuis in Zetten, onderdeel van de Heldringstichting. Het Magdalenahuis ving ongehuwde moeders op, die daar twee jaar mochten blijven. Kinderen voor wie geen tehuis werd gevonden werden in het Kinderhuis geplaatst. Ze schreef publicaties en gaf in het hele land lezingen over het werk van de stichting, onder meer bij bijeenkomsten van De Christenvrouw. Dudok van Heel werd in 1912 lid van commissie van advies van de Centraal-Bond van Christelijke Philanthropische Inrichtingen in Nederland. Ze was ook lid van de commissie voor de afdeling Maatschappelijk Werk op de tentoonstelling De Vrouw 1813-1913. Op hun afdeling werd onder meer een beeld gegeven van "de vorderingen op het gebied der zedelijkheid" en "plastisch voorgesteld wat er gedaan wordt voor de ongehuwde moeder en haar kind". In 1914 was ze medeoprichter en lid van het eerste bestuur van de Nederlandsche Vereeniging tot bestrijding der geslachtsziekten.  In 1919 was ze lid van het Vrouwen-Comité op het Christelijk Sociaal Congres (1919) in Amsterdam, waar ze ook een lezing gaf.
Aagot Dudok van Heel was al enige tijd ziek, toen ze op 64-jarige leeftijd in het Diaconessenhuis in Hilversum overleed. Ze werd bijgezet in het familiegraf op de oude begraafplaats van Naarden.

## Enkele publicaties
Boeken
- 1892 - Op witte vleuglen. Illustraties van A.J. Hoogewerff-Stolk. Amsterdam: Höveker & Zoon. Vanaf 1903 heruitgegeven bij L.J. Veen in Amsterdam.
- 1902 - Wat ik te vertellen heb! : Uit het Gooi. Voorwoord door C.S. Adama van Scheltema, illustraties van E. Stark. Utrecht: W. de Haan.[15]

Artikelen
- 1893 - "Lichteffekt", in Elsevier's Geïllustreerd Maandschrift, jaargang 3 (1893). Met illustraties van F.H. Kaemmerer.
- 1900 - "Vogelvoedering", in De Levende Natuur jaargang 4, no  12, p. 303-304.
- 1901 - "Zwellende Knoppen", in De Levende Natuur.
- 1902 - "Het Haagsche Bosch", in De Levende Natuur jaargang 7, no  4, p. 65-66.
- 1902 - "Uit het Gooi", in De Levende Natuur, no  3.
- 1908 - "Eene Herinnering aan O.G. Heldring", artikel in Tijdschrift voor armwezen, maatschappelijke hulp en kinderbescherming. 9e jaargang, no  358, 23 mei 1908, p. 135-136.
- 1908 - "Het Magdalenahuis te Zetten", artikel in Tijdschrift voor praktische verloskunde, 12e jaargang, nr. 12, 15 oktober 1908. p. 215-217.
- 1913 - "Over doorgangshuizen", in Tijdschrift voor armwezen, maatschappelijke hulp en kinderbescherming. 14e jaargang.

- Digitale Bibliotheek voor de Nederlandse Letteren: dudo005